# 布拉迪扬库尔
布拉迪扬库尔（法語：Bradiancourt，法語發音：[bʁadjɑ̃kuʁ]）是法国滨海塞纳省的一个市镇，属于迪耶普区。

## 地理
布拉迪扬库尔（49°39'22"N, 1°23'17"E）面积4.11 平方千米，位于法国诺曼底大区滨海塞纳省，该省份为法国北部沿海省份，其西部及北部濒大西洋英吉利海峡，东起顺时针与索姆省、瓦兹省、厄尔省和卡爾瓦多斯省接壤。
与布拉迪扬库尔接壤的市镇（或旧市镇、城区）包括：布赖地区方丹、马西。

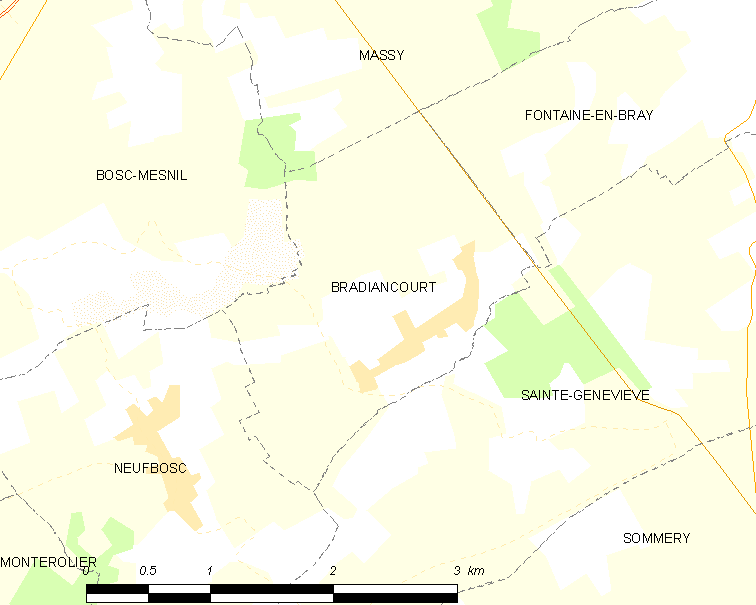
布拉迪扬库尔的OSM定位图

布拉迪扬库尔的时区为UTC+01:00、UTC+02:00（夏令时）。

## 行政
布拉迪扬库尔的邮政编码为76680，INSEE市镇编码为76139。

## 政治
布拉迪扬库尔所属的省级选区为布赖地区讷沙泰勒县。

## 人口

1962-2008年间布拉迪扬库尔人口变化图示

布拉迪扬库尔于2022年1月1日时的人口数量为222人。